# Roberto Pagano
Roberto Pagano (Palermo, 4 novembre 1930 – Palermo, 13 luglio 2015) è stato un clavicembalista e musicologo italiano.

## Biografia
Dopo il diploma in pianoforte conseguito presso il Conservatorio di Palermo, Pagano ha iniziato la sua attività didattica nel medesimo istituto come docente di storia della musica e clavicembalo. Dal 1959 al 1970 ha altresì diretto la biblioteca del Conservatorio palermitano. Dal 1970 al 1980 ha insegnato storia della musica presso l'Università degli Studi di Catania.
Alla fine degli anni Cinquanta ha cofondato e diretto il «Gruppo Universitario Nuova Musica» (GUNM) di Palermo e ha svolto, dal 1961 al 1968, un'intensa attività di critico musicale sulle colonne del Giornale di Sicilia.
Come direttore artistico si è occupato della «Settimana di Musica Sacra» di Monreale, dell'«Estate Musicale» di Taormina (1976-1980), del Teatro Massimo di Palermo (2002-2003) e dell'Orchestra Sinfonica Siciliana (1969-1995).
Insigne studioso dei due Scarlatti, Alessandro e Domenico, si è occupato altresì dell'attività musicale a Palermo e in Sicilia nei secoli XVII e XVIII.
Ha collaborato ai dizionari musicali Ricordi e UTET nonché al Grove Dictionary of Music and Musicians redigendo le voci riguardanti gli Scarlatti.

## Opere (selezione)
- Alessandro Scarlatti (con L. Bianchi e G. Rostirolla), Torino, ERI, 1972.
- Scarlatti. Alessandro e Domenico: due vite in una, Lucca, LIM, 2015.
- La vita musicale a Palermo e nella Sicilia del Seicento, in «Nuova Rivista Musicale Italiana», III, 1969, Torino, ERI.
- Preistoria, travagliata genesi e nascita di un importante strumento di cultura, in «Et facciam dolçi canti». Studi in onore di Agostino Ziino in occasione del suo 65º compleanno, Lucca, LIM, 2003, Tomo II, pp. 1253-1268.

| Controllo di autorità | VIAF (EN) 47771315 · ISNI (EN) 0000 0000 7974 8054 · SBN CFIV066336 · LCCN (EN) n85109629 · BNF (FR) cb127656582 (data) · J9U (EN, HE) 987007394712405171 |